# Powiat Puławski
Der Powiat Puławski ist ein Powiat (Kreis) in der polnischen Woiwodschaft Lublin. Der Powiat hat eine Fläche von 933 km², auf der 116.000 Einwohner leben.

## Gemeinden
Der Powiat umfasst elf Gemeinden, davon eine Stadtgemeinde, drei Stadt-und-Land-Gemeinden und acht Landgemeinden.

### Stadtgemeinde
- Puławy

### Stadt-und-Land-Gemeinden
- Kazimierz Dolny
- Końskowola
- Kurów
- Nałęczów
- Wąwolnica

### Landgemeinden
- Baranów
- Janowiec
- Markuszów
- Puławy
- Żyrzyn